# Paime
Paime es un municipio colombiano del departamento de Cundinamarca, ubicado en la provincia de Rionegro, a 141 km al norte de Bogotá. Este municipio cuenta con aproximadamente 6.700 habitantes, que se distribuyen en 4 inspecciones (Tudela, Cuatro Caminos, Venecia y El Plomo), y 36 veredas.

## Toponimia

### Origen lingüístico[3]
- Familia lingüística: Caribe
- Lengua: Colima

### Significado
Según una versión, en lengua colima Paime quiere decir «alto», y los indígenas que habitaban la región eran los paymes, que convivían con los de Mencipá y Bocama. 

### Origen / Motivación
El nombre fue dado al municipio debido a la comunidad indígena que habitó la región denominada Payme; su significado hace relación a la topografía de la región.
Otra versión afirma que Paime fue un nombre colocado a la población en recuerdo de una villa francesa llamada Panne, puesto que en un principio fue llamada por los españoles Villa de San Roque de Mencipá, en recuerdo del cacique Mencipá, que gobernaba la región.

## Geografía

### División Político-Administrativa
Además de su cabecera municipal, Paime tiene bajo su jurisdicción los centros poblados de Cuatro Caminos, Tudela y Venecia.

### Límites municipales
| Noroeste: Quípama ( Boyacá) y Yacopí                    | Norte: Muzo ( Boyacá) | Nordeste: Coper ( Boyacá) |
| Oeste: Límites entre los municipios de Yacopí y Topaipí |                       | Este: San Cayetano        |
| Suroeste: Topaipí                                       | Sur: Villagómez       | Sureste: San Cayetano     |

## Historia
- Fecha de fundación: 28 de septiembre de 1617.
- Fundadores: Álvaro Castrillon y Juan García Duque.

Los primeros pobladores de la región de Paime fueron tribus indígenas que pertenecían a la nación de los Muzos. En 1594 los primeros españoles que poblaron el territorio de Paime le dieron el nombre de Villa de San Roque de Mencipá, en honor al cacique Mencipá, que gobernaba aquella región, pero años después el poblado fue llamado Paime en recuerdo de una villa francesa llamada Panne.
El primer encomendero de Paime fue don Marcos de Soria. En visita del Oidor Lesmes de Espinosa a la provincia de Muzo el 12 de marzo de 1617, por auto comisionó a don Juan Arano para que reuniese a los Paymes, de la descripción resultaron 134 indios censados. Hasta 1644 no se menciona pueblo a la manera de los españoles, sino simplemente indios de Mencipá, Payme, Bocama y otros en los que había iglesia doctrinera.
Según el historiador Felipe Pérez, Paime se fundó en 1696 entre los ríos Negro y Blanco y la vertiente del Minero, en el lugar que actualmente ocupa, por el sacerdote Juan García Duque. El padre Becerra Bravo quiso trasladar la población al sitio de la Herradura por ser más ventajoso para ser poblado, por lo que pidió licencia al Arzobispo para trasladar su residencia a ese lugar, licencia que le fue concedida en 1701, en virtud de los la cual dispuso agrandar la iglesia de este caserío. Esto produjo la reacción de los vecinos de Paime, lo que originó enfrentamiento con el cura Becerra Bravo, pero finalmente la curia reconoció a Paime y por lo tanto la Herradura quedó como un caserío. En 1778 Juan Ignacio Nieto entabló pleito a la Orden Franciscana por tierras en Pinipay y Paime. Por auto de 19 de diciembre de 1791 se amparó a los Nieto en la posesión de las estancias de Carriazo, Macanazo y Pinipay, y se reconoció a los Franciscanos una parte.

## Leyendas
- La leyenda de la Cueva del Ermitaño: La leyenda local cuenta que, en la Cueva del Ermitaño, ubicada en las proximidades del casco urbano de Paime, a orillas del río Negro, vivía un hombre muy viejo, o un mohán, apodado Nacumas, el cual decía que en el interior su cueva había un tesoro, y que en ciertas épocas del año aparecía allí una laguna encantada en la que vivía una diosa indígena. Cuando la gente pudo entrar a la cueva, se encontraron pinturas rupestres, cerámicas de barro y corrientes de agua. Otra leyenda cuenta que esta cueva era un adoratorio de los indígenas paymes, y que a la llegada de los españoles, el cacique que gobernaba aquellas tierras escondió allí todos sus tesoros, pero los protegió con un encantamiento para que no fueran visibles a las personas de corazón codicioso.

## Turismo
- El Canaleto: Es un espacio natural en el que se puede nadar; se encuentra ubicado a 10 minutos de la inspección Cuatro Caminos, en la vereda El Carmen.
- Las Ventanas: Hace parte del camino real yendo hacia el cerro de recuipí, el cual está acogido por dos grandes rocas entreabiertas húmedas donde en los antepasados se resguardaban los indígenas; está ubicado a 30 minutos del centro Poblado Cuatro Caminos, subiendo por el polideportivo.
- Laguna Verde: Es una hermosa laguna de aguas de color verde esmeralda. Se encuentra a 30 minutos de la inspección Tudela, en la vereda Corrucha.
- Cascadas de la vereda Ticaba: Son varias cascadas que descienden sucesivamente desde una altura aproximada de 80 m, en las que se pueden practicar algunos deportes extremos. Se encuentran a 35 minutos del casco urbano del municipio, en la vereda Ticaba.
- Cerro Recuipi: Es un hermoso cerro que se encuentra a 35 minutos de la inspección Cuatro Caminos, en la vereda Recuipi. Para llegar, se realiza una larga caminata en la que se pueden apreciar los bellos paisajes de la región, con una exuberante vegetación.
- Cueva del Ermitaño: Es una cueva natural ubicada a pocos minutos del casco urbano, a orillas del río Nergro. Es considerada como uno de los símbolos representativos de Paime. Para llegar allí, se deben transitar estrechos caminos que rodean una roca inmensa. Sobre esta cueva existen varias leyendas locales.
- Río Negro: Es un río que atraviesa el municipio. Se encuentra a 10 minutos del casco urbano del municipio, por la vía que conduce a la inspección de Venecia. El río arrastra sedimento de tonalidad negra que contiene algunas propiedades benéficas para la piel.
- Río Blanco: Es un río ubicado a 10 minutos del casco urbano, por la vía que conduce a Bogotá.
- Sendero Ecológico: Es un sendero de 3 km que conduce a la vereda Ticaba, en el que se pueden apreciar arroyos de agua cristalina, una abundante vegetación, flores y animales. Al final se llega a unas cascadas y a tumbas indígenas.
- Antiguos Tramos del Camino Real
- Cordillera del Varal
- Cuchilla del Gallinazo
- Río Mencipá
- Río Villamizar
- Templo Parroquial San Roque
- Acampar al cerro El Recuipi
- Quebradas vía a Tudela
- La cueva del Palmar

## Economía

### Sector agropecuario
A lo largo de la historia ha disminuido en el municipio la cobertura de bosques nativos, aumentando al mismo tiempo las áreas de pastos para ganadería, mientras las zonas de cultivo se han mantenido constantes. Existe una actividad económica activa con los municipios de Villagómez y Pacho. Algunos de los productos más cultivados en Paime son los siguientes: maíz, café, plátano, yuca, tomate de árbol, mandarina, limón y naranja.

## Servicios

### Educación
Instituciones de educación
- Colegio Departamental Nacionalizado Paime.
- Institución Educativa Rural Departamental Nacionalizado Tudela.